# Piatra (gmina Stoenești)
Piatra – wieś w Rumunii, w okręgu Ardżesz, w gminie Stoenești. W 2011 roku liczyła 525 mieszkańców.